# O (Cirque du Soleil)
"Ô" es una producción de Cirque du Soleil, un circo y compañía de entretenimiento canadiense, con un escenario basado en agua. El show reside permanentemente en el hotel Bellagio en Las Vegas, Nevada, Estados Unidos, desde octubre de 1998. O, cuyo nombre es pronunciado de la misma manera como eau, la palabra Francesa para "agua", se lleva a cabo en una piscina de alrededor de 1.5 millones de galones de agua, incluyendo actos de agua tales como nado sincronizado así como actos aéreos y en el suelo.
O, teje un tapiz acuático en donde la nostalgia, el júbilo, la locura, el asombro y la aventura reinan en este espectáculo. Inspirado en el concepto infinito de la belleza y la forma pura del agua, O rinde homenaje al arte de jugar con el agua, al surrealismo y al romance acuático - Un lugar en donde los sentidos se ponen en juego, un mundo en donde todas las cosas pueden ser posibles y en donde el drama de la vida se juega ante nuestros ojos.
El Teatro O, el cual fue diseñado para asemejarse a un teatro Europeo de Ópera del siglo XIV, tiene 1,800 asientos, permitiendo que la presentación sea observada por 3,600 personas por noche, pues usualmente la presentación se lleva a cabo dos veces por día.

## Historia
A finales de 2010, Cirque du Soleil comenzó a ofrece tours del backstage del teatro "O". Esta experiencia permite a los visitantes ver los cuartos de entrenamiento, el taller de disfraces, el área de iluminación bajo el agua y subir a la pasarela del sonido e ilumincación en la parte de arriba del teatro.No todas las experiencias serán iguales pues el tour es conducido en un "día regular", así que los actores pueden estar o no entrenando, ensayando o ejercitándose.

Hasta comienzo del 2011, "O" ha recaudado más de un billón de dólares desde su apertura en 1998.
O ha recibido muchos premios, incluyendo los siguientes.
- Entertainment Design Award, mejor producción,1998[1]
- Las Vegas Review-Journal, mejor producción, 1999-2006[1]
- THEA, categoría: show en vivo, 1999[1]
- Prix Italia, creatividad en alta definición, 2009, para el documental Flow"[6]

"O" se ha presentado muchas veces, y aún tiene mucho camino por delante. 
- El show número 6,000 se llevó a cabo el 22 de mayo de 2011[7]

## Set e información técnica
El cast tiene alrededor de 85 acróbatas, nadadores sincronizados y buzos que actúan en una piscina de más de 1.5 millones de galones de agua. Cuando se necesita realizar el mantenimiento la piscina es vaciada en alrededor de 12 horas al Lago Bellagio, causando que el nivel de agua de lago aumente 1 pulgada. La piscina mantiene una temperatura de 88 °F (31.1 °C) y tiene un sistema de comunicación bajo el agua al igual que reguladores que permiten respirar bajo el agua a los actores. Cada miembro del cast está certificado en buceo.
El escenario bajo el agua fue producido por Handling Speciality, Para que la plataforma del escenario se elevara y cayera en el agua sin una estela, la superficie del escenario tiene miles de pequeños hoyos los cuales fueron taladrados por el equipo de Cirque.
Calentadores bajo cada asiento ayudan a controlar la temperatura del teatro para la audiencia, la meta es mantener dos zonas de diferente temperatura dentro del teatro. El escenario se mantiene a una temperatura más alta mientras el área de la audiencia se mantiene a una temperatura más baja. Un sensor de temperatura cada ciertos asientos en el teatro ayuda a asegurarse que el área de la audiencia se mantenga a la temperatura correcta.
Para minimizar el daño a los instrumentos musicales, los músicos tocan en recintos de cristal dentro del teatro. Algunos de los instrumentos musicales usados en el show son mayores a 100 años. El único instrumento de cuerdas escuchado en la banda sonora de O es un erhu, un instrumento arqueado de cuerdas Chino.
Para mantener una imagen fresca en los actores, algunos de ellos tienen múltiples conjuntos de vestuarios para que puedan reaparecer secos a pesar de haber estado en el agua. Algunos de los disfraces tienen una vida tan sólo de 20 shows debido al bromuro y cloro en el agua.
Algunos hechos adicionales de este incluyen estos:
Parte de la utilería funciona como barcos, como la sombrilla que pasa por el agua en Le vieux.
Los caballos que los Cometas montan en el show pesan 900 libras (410 kg)
La casa de los payasos pesa más de 7000 libras (3200 kg).

## Reparto (Cast)
El reparto de "O" incluye muchos personajes únicos.
- Filemón (Guifà): Un joven siciliano, que es curioso sobre el mundo de "O" y se encuentra perdido ahí.
- Le Vieux: Es el guía y guardián del teatro. Su personaje pasa de temporadas oscuras a claras, él personifica la parte cíclica de la vida donde todo lo viejo se hace nuevo otra vez.
- Le Travesti: Es un bailarín que usa ropa de una mujer traviesa, su llanto resuena en todo el teatro.
- Comets: Vestidos con chaquetas rojas y el pelo blanco, los cometas se elevan por el aire en las sedas. También acompañan a los personajes principales que hacen sus entradas y salidas, y prestan asistencia en algunos actos.
- Ladrón con máscara: Es un personaje enmascarado con muchas caras quien juega con el fuego.
- L'Allume: Es un piromaniaco que se ve completamente en fuego.
- Mesero
- Novia:Es una novia que sueña con ser una reina. También es una de las cantantes
- Cebras: Las cebras añaden un toque de alegría a través del show y su presencia en el acto Cadre.
- Barrel organ grinder: puede ser visto como el guardián de cada mundo emergente. Hombre fuerte, organillero, el gigante inocente, siempre dispuesto a ayudar.
- Aurora: Elegante, frágil y de difícil acceso, que representa la búsqueda. Filemón captura su vista en el prólogo, la persigue cada vez que la ve y la encuentra de nuevo en el epílogo.

## Actos
O tiene 11 actos en total, algunos dentro y fuera del agua.
- Nado Sincronizado: Un grupo de nadadores sincronizados actúan en la piscina.
- Duo trapeze: Dos trapecistas actúan desde un trapecio encima del agua.
- Barge: Acróbatas llevan a cabo un acto de Banquine y adagio en una barcaza flotante en el agua.
- Bateau: Un grupo de acróbatas llevan a cabo una combinación de cuna aérea y barras paralelas en una oscilación en forma de barco por encima del agua.
- Danza de fuego: Un grupo de artistas llevan a cabo una danza con fuego.
- Columpios Rusos: Acróbatas se propulsan en el aire con tres juegos de columpios rusos y se sumergen en el agua.
- Cadre: Las cebras realizan una serie de acrobacias en un marco metálico suspendido encima del agua en una tormenta artificial, simulando una gran lucha por mantener el equilibrio.
- High Dive: Un grupo de cuatro buceadores de clase mundial saltan 60 pies por encima del escenario en una sección triangular de la piscina. triangular section of the pool.
- Washington trapeze: Un artista actúa en un trapecio fijo que oscila en un movimiento pendular a lo largo que sube y baja.
- Contorsión: Cuatro mujeres jóvenes con el equilibrio extremo y flexibilidad crean figuras elegantes y movimientos ágiles, acompañados de tres abanicos de agua que surgen de la piscina.
- Aerial Hoops: Un grupo de artistas actúan en aros fijados al techo para realizar diversos trucos, tanto dentro como fuera del agua.

### Actos en rotación
- Solo trapeze:Un acróbata actúa en una trapecio en lo más alto del agua.

## Vestuario
El vestuario para "O" se inspiró de muchas fuentes: commedia dell'arte, el Barroco, India, las Mil y Una Noches, así como la elegante moda Veneciana. Las siluetas de los disfaces fueron definidas, diseñadas y acentuadas por la transparencia de las telas y materiales seleccionados. La base de muchos disfraces y leotardos que después fueron expuestos, incluye Zebras y "Flayed Ones", entre otro. Los "Fleyed Ones", por ejemplo, tienen músculos pintados a mano en ellos, pues la impresión digital era inaccesible en ese tiempo. Otro atributo especialde los vestuario en "O" es su tratamiento para soportar el agua y los químicos en la misma. Para lograr este reto, 40% de los difraces han sido sometidos a una cubierta de silicona. En adición a esto, los materiales escogidos son más resistentes y tenían que ser capaces de moldearse al cuerpo del actor y secarse rápido.

## Música
La música de "O" fue compuesta por Benoit Jutras y presenta una mezcla clásica de instrumentos del Oeste y del mundo, incluyendo violín Chino(erhu), bagpipes, guitarra y arpa Africanas(kora), guitarra colombiana, chelo, instrumentos antiguos de viento y una gran variedad de instrumentos de percusión. Durante el show, la música es tocada por una banda en vivo situada tras unas paredes de vidirio en uno de los costados del escenario. El vidrio protege el equipo de los músico de dañarse gracias a la humedad.
La música de "O" fue grabada en el Bellagio y puesta a la venta el 24 de noviembre de 1998. Las canciones se listan abajo. El álbum fue relanzado el 6 de septiembre de 2005.
1. Jeux d'Eau (Duo trapeze)
2. Mer Noire (Barge)
3. Tzelma (Nado Sincronizado)
4. Africa (Interlude)
5. Remous (Bateau)
6. Svecounia (Aerial Hoops)
7. Nostalgie (Columpios Rusos)
8. Simcha (Columpios Rusos)
9. Gamelan (Contorsión)
10. Ephra (Cadre)
11. Désert (Opening y dúo trapeze)
12. Terre Aride (Danza de fuego)
13. O (Final)

## Filmografía
En 2007 Cirque du Soleil estrenó el filme Flow (A Tribute to the Artists of "O"). Este documental se basa en el teatro de "O" así como en los alrededores del Río Colorado. La premisia de este film demuestra a ciertos artistas actuando afuera y alrededor del río así como en el escenario, y provee información sobre el equipo técnico necesario usado para producir el acto. El material extra de "Flow" incluye: clips de los actos, el acto del columpio Ruso, información técnica, paseo detrás de cámaras en la piscina de "O", y sobre la creación de "O".
En 2009 "Flow" ganó el premio Prix de Italia por la categoría de Creatividad en Alta Definición.